# Westpfälzer Wandermusikantentum

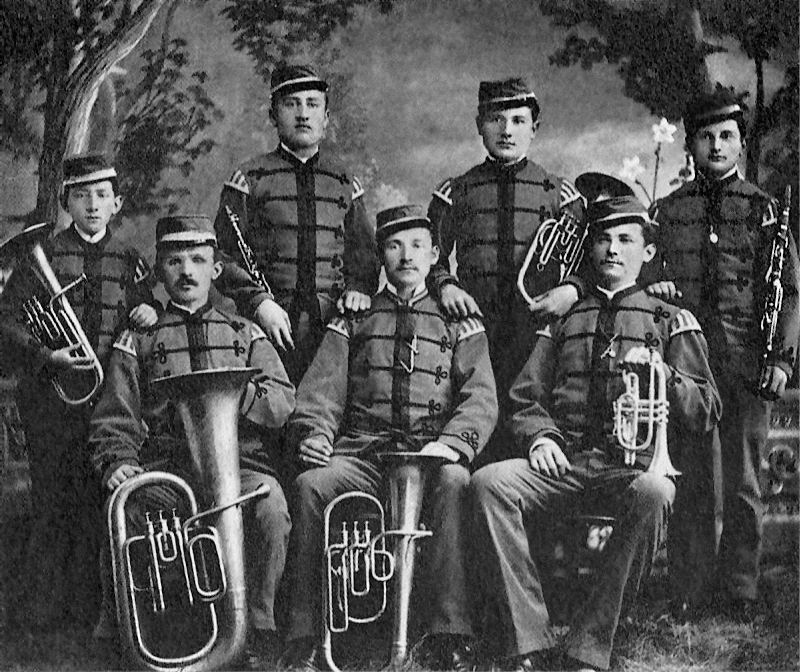
Die Kapelle Carl Weber bei ihrer Nordamerikareise 1882/83

Das Westpfälzer Wandermusikantentum war ein Wandergewerbe, das sich etwa ab 1830 in einem Teilgebiet der Westpfalz, das heute Musikantenland genannt wird, entwickelte. Die Blütezeit lag zwischen 1850 und dem Ersten Weltkrieg. In dieser Zeit zogen mehrere tausend Musikanten durch die gesamte Welt und verdienten den Lebensunterhalt für sich und ihre Familien.

## Geschichte

### Entstehung
Die Westpfalz gehörte von jeher zu den landwirtschaftlich benachteiligten Regionen, Verkehrsanbindungen zu den Industriezentren waren im beginnenden 19. Jahrhundert nicht vorhanden, Missernten wie die von 1816/17 oder 1831 lösten regelmäßig Hungersnöte aus. Negativ für die Region wirkte sich auch der Rückgang des Bergbaus an Königs- und Potzberg aus. Ausweg aus dieser Not war für viele Familien, entweder auszuwandern oder sich als Wanderarbeiter in den besser gestellten Regionen Europas zu verdingen. Der wirtschaftliche Aufschwung in Frankreich während der Herrschaft Napoleons zog zum Beispiel viele Deutsche nach Südfrankreich, wo sie Arbeit in den Häfen fanden. Gleichzeitig entwickelten sich Wandergewerbe verschiedener Berufszweige, die in Heimarbeit hergestellte Produkte auswärts verkauften, zum Beispiel Bürsten und Besen aus Ramberg oder Schuhe aus der Pirmasenser Gegend.
Die Gründe, warum sich die Bewohner des späteren Musikantenlandes zwischen Kusel, Kaiserslautern, Rockenhausen und Meisenheim ausgerechnet der Darbietung von Musik widmeten, sind nicht genau bekannt. Man nimmt an, dass die Bedeutung des kurpfälzischen Hofes in Mannheim als Musikzentrum Europas im 18. Jahrhundert in diese Entwicklung hineinspielte. Auch Bergleute, die für den Abbau der Bodenschätze an Königs- und Potzberg aus Sachsen, Thüringen oder dem Elsass angeworben worden waren und die in ihrer Freizeit die Volksmusik ihrer Heimat spielten, sollen zur Musikalität der Bewohner des Musikantenlandes beigetragen haben. Die Namen der Musikanten, die als erste musizierend umherwanderten und dadurch als Vorbilder gelten könnten, oder der Zeitpunkt ihrer ersten Reise sind unbekannt. Der während der Franzosenzeit eingeführte Code civil, der unter anderem die Gewerbefreiheit brachte, führte dazu, dass ab 1800 immer öfter die zusätzliche Berufsbezeichnung „Musikant“ zu finden ist.
In den Anfangszeiten spielten die ersten Musikanten noch auf Kirchweihen oder anderen Festen in der Umgebung oder im benachbarten Ausland. Nachdem es sich wirtschaftlich offensichtlich lohnte, schlossen sich ab etwa 1830 immer mehr Kapellen zusammen, sodass auch das Reisegebiet ausgedehnt werden musste. Man bereiste anfangs vor allem die Gegenden, in denen viele Deutsche als Auswanderer oder Wanderarbeiter lebten, und kam bis Südfrankreich oder Spanien.
Die Zahl der Pässe, die für die Auslandsreisen ausgestellt wurden, stieg von Jahr zu Jahr. Auch die Bayerische Landesregierung – die Pfalz gehörte seit dem Wiener Kongress zum Königreich Bayern – wurde auf die wachsende Zahl der Musikanten aufmerksam. Da jedoch die wirtschaftliche Not in der Westpfalz gelindert wurde, beschloss man, nicht dagegen vorzugehen. Einzig schulpflichtigen Kindern, die immer öfter ihre Väter oder Verwandten begleiteten, wurde das Reisen verboten.
| Die „größten“ Musikantendörfer | Die „größten“ Musikantendörfer |
| Ort                            | Anzahl der Musikanten          |
| ------------------------------ | ------------------------------ |
| Jettenbach                     | 532                            |
| Mackenbach                     | 427                            |
| Eßweiler                       | 284                            |
| Wolfstein                      | 227                            |
| Rothselberg                    | 226                            |

### Die Blütezeit
Ab 1850 waren es zunehmend ausgebildete Musiker, die in den Kapellen spielten. Die Kapellen bereisten nun das gesamte europäische Ausland und zogen auch nach Übersee – Asien, Australien, Afrika und vor allem Amerika waren lohnende Ziele. Überall waren sie als „Mackenbacher“ bekannt, auch wenn sie aus anderen Orten stammten: Mackenbach war jedoch ein typisches Musikantendorf, in dem zeitweise ein Viertel der Bevölkerung musikalisch tätig war. Die Zahl der Musiker und Kapellen stieg stetig an. Allein im Jahr 1909 wurden für den Bezirk Kusel anhand der Passanträge 1043 umherziehende Musikanten ermittelt. Da zu dieser Zeit in einige Länder auch ohne Reisepass gereist werden konnte – in England waren nur 100 Goldmark und ein gültiger Arbeitsvertrag vorzuzeigen –, wird angenommen, dass um die Jahrhundertwende jedes Jahr um die 2500 Musikanten unterwegs waren.
Mit der Zeit wurden die Musiker professioneller und ihre Ausbildung besser. In den englischen Seebädern verbrachten wohlhabende Bürger die Sommermonate. Die westpfälzischen Musikanten waren dort willkommen, sofern sie sich den gestiegenen Ansprüchen des Publikums anpassten. Um in den Bädern und Kurorten engagiert zu werden, waren die gewöhnliche Straßenkleidung gegen Uniformen zu tauschen und die aktuellen Stücke bekannter Komponisten ins Repertoire aufzunehmen. Zur Verständigung mit Arbeitgebern und Amtspersonen musste zumindest der Kapellmeister Fremdsprachen beherrschen. Hubertus Kilian sprach beispielsweise Englisch und Französisch und verstand Italienisch und Spanisch. Es gab auch weiterhin Kapellen, die zu Fuß von Ort zu Ort durch die Auswanderergegenden zogen und auf Plätzen musizierten; die Erlöse allein aus den Straßenauftritten waren jedoch geringer. Wer sich nicht verständigen konnte und nur pfälzische Volksmusik im Programm hatte, konnte nicht auf feste Anstellungen hoffen.
Ein anderes, krisensicheres Betätigungsfeld war der Zirkus, der auch nach dem Ersten Weltkrieg für einige Musiker noch Arbeitsmöglichkeiten bot. Im 19. Jahrhundert entwickelten sich große Zirkusbetriebe, die manchmal mehrere Kapellen unterhielten. Der Bedarf an Musikern war groß, und viele Pfälzer, vor allem aus Mackenbach, fanden bei Hagenbeck, Sarrasani oder Busch gut bezahlte Anstellungen.
In den Heimatorten entwickelte sich der Instrumentenbau als florierender Industriezweig, die Geschäfte der Tuchmacher, Färber und Schneidereien blühten. Die Musik brachte der einst verarmten Region Wohlstand, viele Musiker kehrten, teilweise nach jahrelanger Abwesenheit, als wohlhabende Männer zurück.

### Das Ende

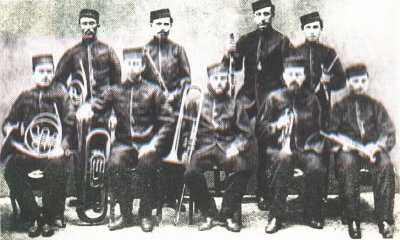
Die Kapelle von Hubertus Kilian in China (1863/64)

Mit Beginn des Ersten Weltkriegs begann das Ende für das Wandermusikantentum, das gerade seinen absoluten Höhepunkt erreicht hatte. Viele Männer mussten in den Krieg ziehen, die meisten Arbeitsmöglichkeiten für Musiker fielen weg, die Grenzen zum Ausland waren versperrt. Musiker, die während einer Auslandsreise vom Kriegsbeginn überrascht wurden, wurden an der Heimreise gehindert. Rudolf Mersy aus Aschbach wurde bis 1920 in Lagern in Australien und Neuseeland interniert, Otto Schwarz aus Hinzweiler und seine Kapelle, die zuvor mehrere Jahre in England lebten, auf der Isle of Man.
Nach dem Krieg war Deutschen die Einreise in nahezu alle Länder zunächst verboten; eine Ausnahme bildeten die Niederlande. Nachdem die Not der Nachkriegszeit überstanden war und das kulturelle Leben wieder aufblühte, bekamen die Wandermusiker zunehmend Konkurrenz durch Schallplatte, Radio und Tonfilm; das Gewerbe konnte nie mehr an seine Blütezeit anknüpfen. Allenfalls als Zirkusmusiker konnten einige Wandermusiker ihren Beruf noch eine Zeit lang fortführen. Manche Musiker blieben auch im Ausland, vor allem in den USA, und machten dort weiterhin Musik. Bill Henry, eigentlich Heinrich Jacob aus Mackenbach, engagierte 1932 für seine Kapelle einen jungen Sänger namens Frank Sinatra.
1935 wurden die verbleibenden hauptberuflich tätigen Wandermusikanten der Pfalz in die Reichsmusikkammer aufgenommen. Voraussetzung einer beruflichen Wandertätigkeit war, dass die Kapellen aus mindestens sieben Mitgliedern bestand. Sie mussten Prüfungen ablegen und benötigten einen verantwortlichen Leiter, dem durch den Landesleiter Saar-Pfalz der Reichsmusikkammer ein Gruppenausweis ausgestellt wurde. 1938 fanden in Mackenbach und Lauterecken musikalische Leistungsprüfungen statt, bei denen insgesamt 30 Kapellen geprüft wurden. Mit Wirkung zum 1. April 1939 wurde der Erlass über die Mitgliedschaft der Wandermusikanten durch die Reichsmusikkammer aufgehoben, da ihre Tätigkeiten „nicht als Verbreitung musikalischen Kulturgutes angesehen“ wurden. Damit endete das Wandermusikantentum in der Westpfalz.
Im Jahr 2023 wurde zur Erinnerung in Mackenbach der Osterbubenweg, ein Wanderweg mit insgesamt 8,2 Kilometer rund um die Mackenbacher Gemarkung eröffnet.

## Die Musiker

### Ausbildung der Musiker
Das Repertoire der Kapellen verlangte vom einzelnen Musiker, dass er mehrere Instrumente spielen konnte; in der Regel musste man neben einem Blasinstrument auch ein Streichinstrument beherrschen. Es gab in der Pfalz keine Musikschulen, der Jettenbacher Pfarrer Schowalter versuchte vor dem Ersten Weltkrieg vergebens, eine solche Einrichtung politisch durchzusetzen. Die Ausbildung erfolgte darum ähnlich wie im Handwerk: Der Lehrling ging mehrere Jahre bei einem Meister, einem erfahrenen Wandermusikanten, in die Lehre. Die bekanntesten Lehrmeister waren Ludwig Christmann aus Kaulbach, Jakob und August Rech aus Etschberg sowie Ludwig Jacob aus Mackenbach, der auch „Gorlhauser Lui“ genannt wurde, da er in Godelhausen aufgewachsen war.

Die Kapelle von Michael Schröck aus Jettenbach in Russland, um 1895

Die Ausbildung begann noch während der Schulzeit, der Schüler musste mehrmals in der Woche zum Musikunterricht. Die erste Reise der jungen Musikanten – „Osterbuben“ genannt, weil sie zu Ostern gerade aus der Schule entlassen worden waren – erfolgte oft mit dem Vater oder einem nahen Verwandten. Damit wurde dem Heimweh vorgebeugt, andererseits aber auch verhindert, dass die jungen Menschen in die Hände gewissenloser Kapellmeister fielen, die sie nur ausbeuteten.
Mit der ersten Reise begann die eigentliche Ausbildungszeit der Musiker. Zwei bis drei Jahre lang durften die jungen Musiker meist nur Begleitstimmen spielen, man nannte das „abstoßen“ oder „abknuppen“. Dabei entschied sich, ob jemand begabt genug war, um Solist zu werden, oder ob er weiterhin als Begleitmusiker im Hintergrund bleiben musste. Viele Musikanten gaben die Musik denn auch schnell auf, wenn sie einen für sich geeigneteren Arbeitsplatz fanden, und machten nur wenige Reisen mit. Die begabtesten Musikanten nahmen bei jeder sich bietenden Gelegenheit bei guten Lehrern ihres Instrumentes, oftmals im Ausland, weiteren Unterricht.
Eine weitere Ausbildungsmöglichkeit bot sich mit der Militärzeit. Ein Regimentsmusiker konnte nicht nur die Beherrschung seines Instrumentes verbessern, er erhielt auch Einblick in ein breiteres Musikspektrum und in die Möglichkeiten zu dessen Arrangement. Dies erwies sich für die spätere Zeit als Wandermusikant als nützlich bei der Auswahl und Interpretation der Stücke. Eine solche Ausbildung erhielt zum Beispiel Hubertus Kilian aus Eßweiler, als er seine Militärzeit 1852 bei einem Infanteriebataillon in Kaiserslautern ableistete.

### Kapellen
Die Kapellen, auch Banden genannt, wurden vom Kapellmeister, einem erfahrenen Wandermusikanten, zusammengestellt, oft wurden dabei Verwandte bevorzugt ausgewählt. Bei größeren Reisen taten sich manchmal mehrere Kapellmeister mit ihren Kapellen zusammen. Die meisten Kapellen bestanden aus fünf bis zehn Musikern, sie konnten aber auch 20 oder mehr Mitglieder haben. Die Musiker waren Angestellte des Kapellmeisters und bekamen nach der Reise von ihm ihren Lohn, der in Abhängigkeit von ihrem Können, ihrer Erfahrung und dem Gewinn der Kapelle festgesetzt wurde. Die Besetzung war meistens gemischt, reine Bläser- oder Streichergruppen waren seltener zu finden. Der Kapellmeister musste bei der Besetzung darauf achten, dass auch anspruchsvollere Stücke ins Repertoire aufgenommen werden konnten, um besser bezahlte Engagements zu erhalten. Bevorzugt wurden leicht transportierbare, robustere Instrumente benutzt. Die Disziplin der Musiker war wichtig, später wurde auch auf das äußere Erscheinungsbild und das Auftreten der Musiker Wert gelegt.

### Kapellmeister
Erfahrene Wandermusikanten wurden Kapellmeister. Der Kapellmeister war der Leiter seiner Musikkapelle, er stellte sie zusammen, warb die Mitglieder an, wählte die Stücke aus und übte sie mit seinen Musikern ein, in der Regel während der Winterzeit.
Kapellmeister mussten theoretisches Musikwissen haben, da sie die Auswahl des Repertoires und die Stimmen der Stücke an die jeweilige Besetzung der Kapelle anpassen und für die Mitglieder auch die Stimmbücher schreiben mussten. Sie mussten über organisatorisches Geschick verfügen, da sie für die Engagements, die Planung der Reiseroute, die Verpflegung der Musiker, die Wahl der Unterkünfte und die Disziplin während der Reise verantwortlich waren. Die Kapellmeister kamen für die Reisekosten auf und stellten auch die Uniformen. Oftmals konnten gute Kapellmeister schon während der Überfahrt ein Engagement als Bordkapelle erlangen und so die Reisekosten erheblich senken.

### Orchestermusiker
Das Repertoire der Wandermusikanten enthielt immer neben Unterhaltungsmusik auch sogenannte E-Musik. Das Beherrschen klassischer Musik war Grundvoraussetzung, um im Ausland eines der begehrten längeren Engagements an einem Ort zu bekommen, und war bei guten Kapellen selbstverständlich. Gute Musikanten konnten ohne längeres Proben direkt vom Blatt spielen. All dies und auch die Tatsache, dass gerade in den USA in der zweiten Hälfte des 19. Jahrhunderts viele Symphonieorchester gegründet wurden, machte es einigen Wandermusikanten einfach, dort als Profimusiker unterzukommen:
- Daniel Kuntz aus Oberstaufenbach, Gründungsmitglied des Bostoner Symphonieorchesters
- Karl Rech aus Etschberg sowie Jakob und Heinrich Christmann aus Kaulbach, die bei den New Yorker Philharmonikern spielten
- August Hebel, Eduard Fuchs und Eugen Ziehmer aus Jettenbach, die im Orchester der Metropolitan Opera in New York waren
- Rudolph Schmitt aus Eßweiler, Soloklarinettist an der Chicago Civic Opera und beim San Francisco Symphony Orchestra
- Georg Drumm aus Erdesbach, Komponist und Arrangeur am Broadway

Dies sind nur einige Beispiele. Maria Bauer erwähnt in Das Hohenöller Musikantentum von 1921, dass das Boston Symphony Orchestra in der Gründungszeit zu zwei Dritteln aus Westpfälzer Wandermusikanten bestanden haben soll. Da diese Musikanten in der Regel nicht mehr in ihre alte Heimat zurückkehrten, verlor das Musikantenland viele seiner fähigsten Musiker.

### Musikerfrauen
Musikerinnen waren eher selten. Oft wurde die Ehefrau eines jüngeren Musikanten mit auf eine Reise genommen, damit sie sich während der Reise um den Haushalt kümmern konnte. Bei längeren Reisen oder festen Engagements war manchmal auch die gesamte Familie dabei. Hubertus Kilian nahm seine Frau Phillipine 1858 mit nach Australien, zwei ihrer sieben Kinder wurden dort während der siebenjährigen Reise geboren. Auch Rudolf Mersy aus Aschbach verbrachte seine Kindheit zusammen mit seinen Eltern in Edinburgh und ging dort zur Schule.
Dies war nicht möglich, wenn zu Hause als zweites Standbein oder zur Altersvorsorge ein Geschäft oder Landwirtschaft betrieben wurde. Vor allem bei den kürzeren Reisen während der Sommermonate waren es deshalb in der Regel ausschließlich die Männer, die musizierend umherzogen. Die Frauen übernahmen zu Hause neben der Erziehung der Kinder auch die traditionellen Männerarbeiten wie die Führung der Landwirtschaft.

## Ablauf der Reisen
Im Herbst stellte der Kapellmeister die Kapelle zusammen, indem er die Musiker per Handschlag engagierte. Nach der Festlegung des Repertoires wurden die Stücke während des Winters eingeübt. Mehrmals in der Woche wurde dazu geprobt, meist im Haus des Kapellmeisters. Während dieser Zeit bestellte der Kapellmeister die Uniformen für die Mitglieder seiner Kapelle. In der Winterzeit wurden Ziele und Reiseroute geplant, die oft so gelegt wurden, dass vor allem Gebiete besucht wurden, in denen viele Auswanderer einer bestimmten Nationalität lebten; dies mussten nicht unbedingt nur Deutsche sein. Da die Kapellen ihr Repertoire an ihr Publikum anpassen konnten, erzielten sie in der Regel höhere Einnahmen. Ziele waren auch Länder oder Gegenden, die einen wirtschaftlichen Aufschwung erlebten und deshalb höhere Einnahmen versprachen. Aus diesem Grund wählte Hubertus Killian 1858 Australien als Reiseziel aus. Waren Ziele und Route festgelegt, kümmerte sich der Kapellmeister um den Transport der Kapelle und des Gepäcks zu einem geeigneten Hafen, um die Schiffspassagen und um Unterkünfte. Eventuell konnte er schon erste Engagements festmachen.
Im Frühjahr begann dann die Reise. In der Anfangszeit, als die Musikanten nur in Deutschland und im benachbarten Ausland unterwegs waren, wanderten sie zu Fuß umher; Instrumente, Kleidung und Reiseproviant wurden auf der Schulter oder in Handwagen mitgeführt. Das war später, als die Ansprüche der Zuhörer an Musiker und Repertoire höher wurden und mehr Gepäck (Instrumente, Noten, Kleidung) anfiel, und bei Reisen in Übersee nicht mehr möglich. 1848 wurde die Ludwigsbahn zwischen Saarbrücken und Ludwigshafen und 1859 die Nahetalbahn von Saarbrücken über Bad Kreuznach nach Bingen eröffnet. Nach dem Bau dieser Bahnstrecken in der Region fuhr man mit der Bahn ab Staudernheim oder Landstuhl zu einem geeigneten Ausgangshafen, etwa Le Havre, Antwerpen, Bremerhaven oder manchmal auch englische Häfen. Den Transport des Gepäcks zum Bahnhof übernahmen ortsansässige Landwirte mit ihren Gespannen.
Schon auf der Hinreise wurden nach Möglichkeit auf Volksfesten oder Kerwen in den Orten entlang der Reiseroute Konzerte gegeben. Bei Reisen in den Norden wurde oft in den rheinischen Karnevalsgebieten Zwischenstation gemacht. Während der Schiffspassage wurde eine Anstellung als Bordkapelle angestrebt, auch übernahmen die Musikanten andere Arbeiten auf dem Schiff. Dadurch konnten die Reisekosten gesenkt werden.
An den Etappenorten der Reise wurden vom Kapellmeister Zimmer in Herbergen, Gasthäusern oder billigen Hotels gebucht. War beabsichtigt länger zu bleiben, wurden auch Häuser für einen oder mehrere Monate gemietet. Die benötigten Haushaltsgegenstände wie Brennmaterial, Töpfe oder Möbelstücke wurden vor Ort billig gekauft. Den Haushalt führte meist eine mitgereiste Ehefrau, die kochte und die Wäsche besorgte. Auf den Reisen wurde sehr sparsam gelebt. Gehaltsvorschüsse, die die Musiker aus den erzielten Einnahmen erhielten, wurden an die Familien in die Heimat überwiesen. Auch der Kapellmeister begann vorhandene Schulden bei den Kaufleuten in der Heimat nach Eingang der ersten Einnahmen zu tilgen.
Konzerte fanden auf öffentlichen Plätzen statt, bei denen Geld eingesammelt wurde. Meistens wurde direkt nach der Ankunft ein Standkonzert an einem belebten Platz gegeben, um die Aufmerksamkeit potentieller Arbeitgeber wie Hotel- oder Theaterbesitzer oder auch reicher Privatleute auf sich zu ziehen. Man hoffte auf längere Engagements in Kaffee- oder Teehäusern, in Theatern oder in Hotels. Auch Engagements für Konzerte und Bälle in Privathäusern waren möglich.
Nach einigen Tagen, einigen Wochen, manchmal auch Monaten oder wenn durch die Konkurrenz anderer Musikgruppen keine großen Einnahmen zu erzielen waren, ging es auf den Weg zum nächsten Etappenort. Vor der Abreise wurde alles verkauft, was von der Haushaltseinrichtung nicht nötig war und nicht mitgenommen werden konnte. Gereist wurde oft zu Fuß, 30 bis 40 km am Tag, das Gepäck ließ man transportieren. Für größere Entfernungen in dünn besiedelten Gegenden benutzte man verfügbare Verkehrsmittel wie Kutschen oder die Eisenbahn.
Im Herbst kamen die Kapellen wieder zurück zu ihren Familien in ihre Heimatdörfer. Reisen zu weiter entfernten Zielen wie Amerika oder Australien oder mit längeren Engagements konnten mehrere Jahre dauern. Nach der Rückkehr machte der Kapellmeister die Reiseabrechnung, zahlte seinen Musikern den Rest ihres Gehaltes aus und tilgte noch vorhandene Schulden.

### Feste Engagements

Die Kapelle Peter Engel 1902 im Seebad Littlehampton

Feste Engagements waren sehr begehrt, da sie meistens geregelte Arbeitszeiten und gesicherte Einnahmen über einen längeren Zeitraum boten und das strapaziöse und teure Umherziehen unnötig machten.
Die englischen Seebäder waren sehr beliebt und die Westpfälzer Wandermusikanten dort sehr willkommen, sofern ihr Auftreten und ihr Musikrepertoire den Ansprüchen der wohlhabenden Sommergäste genügte. Peter Engel (* 5. März 1861 in Adenbach, † 9. September 1932 in Adenbach) spielte mit seiner Kapelle ab 1901 mehrere Jahre hindurch während des Sommers in Littlehampton. Vor der eigentlichen Saison konnte er bei Teeparties, Bällen und anderen Festen auftreten. Während der Saison spielte die Kapelle vormittags und zur Teatime an der Strandpromenade, am Abend zu den Kurkonzerten. Sonntags war Ruhetag und die Musiker hatten frei. Auch Otto Schwarz (* 10. August 1876 in Hinzweiler, † 1961 in Hinzweiler) zog mehrmals mit verschiedenen Kapellen nach England. Sie spielten in Whitby und waren in Saltburn-by-the-Sea als Stadtkapelle engagiert. Von 1910 bis 1914 mietete er in Harrogate ein Haus für seine Musiker, seine Ehefrau versorgte den Haushalt. Otto Schwarz war Mitglied des Harrogater Flötenquartetts De Young. 1914 wurden er und seine Kapelle auf der Isle of Man interniert.
Auch kürzere Festanstellungen waren willkommen. Ludwig Jacob aus Mackenbach (* 11. Februar 1853 in Rodenbach, † 1. April 1931 in Mackenbach), der mit seiner Kapelle von Frühjahr 1890 bis zum Herbst 1892 die Südstaaten der USA bereiste, wurde in Fort Worth zwei Wochen in einem Varieté-Theater engagiert. Die Kapelle spielte täglich von 10 bis 17 Uhr für 18 $ pro Tag.

## Repertoire
Im Zuge des Aufbaus des Musikantenland-Museums auf Burg Lichtenberg wurde von Paul Engel im gesamten Gebiet des Musikantenlandes das noch vorhandene Notenmaterial gesammelt und ausgewertet. Die aufgefundenen Notenhefte oder Stimmbücher waren meist in Wachspapier eingeschlagen und oft zu Büchern zusammengefügt. Verbreitet waren besonders zwei Formate:
- das Kleinformat (etwa 13*17 cm) zum Aufstecken auf die Marschgabel der Instrumente. Es enthält deswegen vorwiegend Stücke, die im Freien, bei den sogenannten „Standkonzerten“, aufgeführt wurden.
- das Großformat (etwa 25*30 cm) für den Notenständer. Oft handelt es sich um Stücke aus Opern oder Operetten, die für größere Konzerte, meist in festen Engagements, geeignet waren. Diese Noten waren oft auf Einzelblättern aufgezeichnet, wohl um eine größere Flexibilität bei den Darbietungen zu gewährleisten. Auftritte in Konzertsälen wurden „Stuhlkonzerte“ genannt.

Die Stimmbücher wurden vom Kapellmeister handschriftlich angefertigt, die einzelnen Stücke mit Ort und Datum der Niederschrift versehen, manchmal wurden von den Spielern auch private Anmerkungen wie zum Beispiel das Wetter oder Tages- und Reiseereignisse angefügt.
Die Stimmbücher enthalten sowohl Stücke für reine Bläserbesetzungen als auch Stücke für gemischte Streicher- und Bläserbesetzungen. Dabei wurden alle denkbaren Kapellzusammensetzungen und Musikrichtungen berücksichtigt. In der Regel umfasste das Repertoire einer Kapelle etwa 300 Einzelstücke oder „Piécen“, insgesamt sind aus den Jahren zwischen 1870 und dem Beginn des Ersten Weltkrieges 5.929 Titel in den Stimmbüchern enthalten. Allein die Sammlung der Hinzweilerer Kapelle Hoffmann/Schwarz umfasste etwa 4.000 Titel.

Die Kapelle Höring aus Niederstaufenbach in den USA um 1900

Die Musikanten mussten und konnten ihre Darbietungen dem jeweiligen Musikgeschmack der Zuhörer anpassen. Unter den Liedern, die etwa ein Fünftel des Gesamtrepertoires ausmachten, sind viele polnische, ungarische, jiddische oder englische Titel zu finden. Sie stellten für die Auswanderer, ähnlich wie deutsche Heimatlieder für die deutschstämmigen Auswanderer, eine Brücke zu ihren ehemaligen Heimatländern dar. Eine ähnliche internationale Zusammenstellung ist bei den Gebrauchstänzen und Märschen zu finden, die etwa 60 Prozent des Repertoires ausmachten. Diese Anpassungsfähigkeit führte dazu, dass die Pfälzer Kapellen oft den Vorzug vor einheimischen Kapellen erhielten.
Man nahm aber auch Musikrichtungen des jeweiligen Gastlandes ins Repertoire auf. Von den Wandermusikanten, die in den USA tätig waren, wurden beispielsweise schon sehr früh Vorformen des Jazz wie Ragtime oder Cakewalk aufgegriffen und implementiert, noch bevor John Philip Sousa diese neue Musik den Europäern 1899 bei der Weltausstellung in Paris vorführte. Und da solche Stücke in keinem Programm der in die USA reisenden Musikanten fehlen durften, kann man auch sagen, dass die Wandermusikanten zur Ausbreitung dieser Musikrichtung in den USA ihren Beitrag geleistet haben.
Musikstücke aus Opern oder Operetten wie Ouvertüren oder Fantasien und andere klassische Musikstücke wie der Halleluja-Chor aus Händels „Messiah“ machten etwa zehn Prozent des Repertoires aus. Man muss dabei bedenken, dass diese Stücke umfangreicher sind und oft sehr viel länger dauern als Lieder oder Tänze, so dass sie, von der reinen Spielzeit aus betrachtet, auf einen Anteil von 25 Prozent kommen. Die Wandermusikanten leisteten dadurch einen nicht unbeträchtlichen Beitrag zur Verbreitung der Opernmusik, mit der man sonst nur in den Opernhäusern in Kontakt gekommen wäre.

### Eigenkompositionen
5 bis 10 Prozent des Repertoires der Kapellen waren Eigenkompositionen. Es war üblich, dass sich ein Kapellmeister im 19. Jahrhundert auch als Komponist ausweisen konnte. Und auch die eher handwerklich ausgerichtete Organisation der Ausbildung der Musikanten, die als Lehrlinge bei einem Meister anfingen, um dann später vielleicht selbst als Meister tätig zu sein, erforderte – sozusagen als „Meisterprüfung“ – den Beweis, dass ein Kapellmeister in der Lage war, selber Stücke zu komponieren. Der größte Teil der gefundenen Eigenkompositionen besteht aus Gebrauchstänzen. Sie wurden in der Regel nur in den Stimmbüchern für die eigene Kapelle aufgeschrieben. Auch war es üblich, Kompositionen von Freunden oder Kollegen aus deren Stimmbüchern einfach zu übernehmen, der Begriff „geistiges Eigentum“ war eher fremd. Veröffentlicht wurden nur wenige Titel, ein Beispiel sind die „Kaulbacher Balltänze“ von Ludwig Christmann, eine Sammlung von 35 Gebrauchstänzen für 14 Stimmen.
Herausragend unter den Komponisten war Georg Drumm, der als Kapellmeister, Arrangeur und Komponist am Broadway hohes Ansehen genoss. Neben Walzern und Märschen, darunter Hail America, einem Marsch, der seit der Amtseinführung von Dwight D. Eisenhower 1952 zum Standardritual jeder Vereidigung eines neuen US-Präsidenten gehört, komponierte Drumm auch größere Orchesterwerke im Stil symphonischer Dichtungen, die im Druck erschienen.
Ein weiterer herausragender Komponist war Rudolf Mersy aus Aschbach, der als „Aschbacher Mozart“ bezeichnet wurde. Er soll etwa 600 Werke komponiert haben, von denen jedoch der größte Teil in Kriegszeiten verloren gegangen ist. Sein bekanntestes Werk ist der Marsch Seeadler, benannt nach dem Schiff des Grafen Luckner.

### Aufschlüsselung nach Musikrichtung
Aus den Jahren zwischen 1870 und 1914 sind insgesamt 5929 Titel in den Stimmbüchern aufgezeichnet. Sie gliedern sich folgendermaßen auf:
| Europäische Gesellschaftstänze des 19. Jahrhunderts (Märsche, Walzer, Polka, Rheinländer …)          | 3.507 Titel | 59,11 % |
| Amerikanische Modetänze / Ragtime-Abkömmlinge (One Step, Two Step, Quick Step, Cakewalk, Barn Dance) | 256 Titel   | 4,29 %  |
| Sonstige Nationaltänze (Tango, Reel, Krakowiak …)                                                    | 31 Titel    | 0,52 %  |
| Liedgut (Volkslieder, Hymnen, Tanzlieder, Potpourris)                                                | 1.474 Titel | 24,85 % |
| Opern- und Operettenmusik (Opernpotpourris, Ouvertüren, Quadrillen …)                                | 637 Titel   | 10,73 % |
| Aus klassischen Oratorien                                                                            | 24 Titel    | 0,40 %  |

## Bedeutung für die Region

### Wirtschaftliche Bedeutung
Das Wandermusikantentum war in dieser Zeit von großer wirtschaftlicher Bedeutung für die Westpfalz. Die erfolgreicheren Musikantenkapellen erzielten relativ hohe Einkünfte. Hubertus Kilian hat in seinem Reisetagebuch für die Zeit des China-Aufenthaltes seiner Kapelle 1863/64 Einnahmen von 12.640 Dollar und Ausgaben von 1.125 Dollar notiert. Solche hohen Gewinne wurden natürlich nur in Ausnahmefällen erzielt. In der Regel waren die Einkünfte geringer und abhängig von den Engagements, die man auf der Reise abschließen konnte. Wenn es sehr schlecht lief, waren die Kosten auf der Reise höher als die Einnahmen. Hubertus Kilian verlor durch eine Bankenpleite alle Einnahmen, die seine Kapelle vor dem China-Engagement in Australien erzielt hatte, so dass man von vorne anfangen musste. Die Kapelle von Rudolf Höring erzielte 1904/05 in den USA insgesamt einen Reingewinn von 2.972 Dollar, etwa 12.000 Mark, der auf die Mitglieder aufgeteilt wurde.
Die einzelnen Musiker erhielten in Abhängigkeit von ihrer Erfahrung vom Kapellmeister ihren Lohn ausbezahlt. Anfänger erzielten zu Beginn des 20. Jahrhunderts einen Wochenlohn von 5 bis 10 Mark, erfahrene Musikanten 20 bis 30 Mark, Kapellmeister etwa das 2- bis 3-fache. Dies war jedoch in der damaligen Zeit nicht wenig, zum Vergleich:
- Ein Tagelöhner in der Landwirtschaft bekam pro Tag einen Lohn von 50 Pfennigen (falls er Arbeit fand)
- Die Mitglieder der Berliner Musikgewerkschaft verdienten 1905 im Monat 50 Mark
- In der zweiten Hälfte des 19. Jahrhunderts kostete in der Westpfalz ein Wohnhaus zwischen 3.000 und 6.000 Mark.

1899 betrugen die Spareinlagen der Musikanten bei der Distriktsparkasse Kusel 451.000 Mark, im Jahre 1909 dann 1.185.000 Mark.
In der Heimat profitierten auch alteingesessene Handwerksbetriebe von den Einkünften der Wandermusikanten. Tuchmacher, Färber und Uniformschneider sorgten für die Bekleidung der Kapellen. Und da die Musikanten auf ihren Reisen größtenteils zu Fuß unterwegs waren, hatten auch die Schuhmacher gut zu tun. In den Dörfern entstanden Musikgeschäfte, in denen die Musikanten neben Instrumenten ihren gesamten Bedarf für ihre Reisen decken konnten. Die großen Schifffahrtsunternehmen wie Hapag, Norddeutscher Lloyd oder die Woermann Linie boten über Vertretungen im Musikantenland – zum Beispiel Jakob Hebel in Rothselberg, Philipp Kläres in Jettenbach, Ernst Vogt in Wolfstein und verschiedene andere in der Gegend – direkt vor Ort Schiffspassagen nach Übersee an.

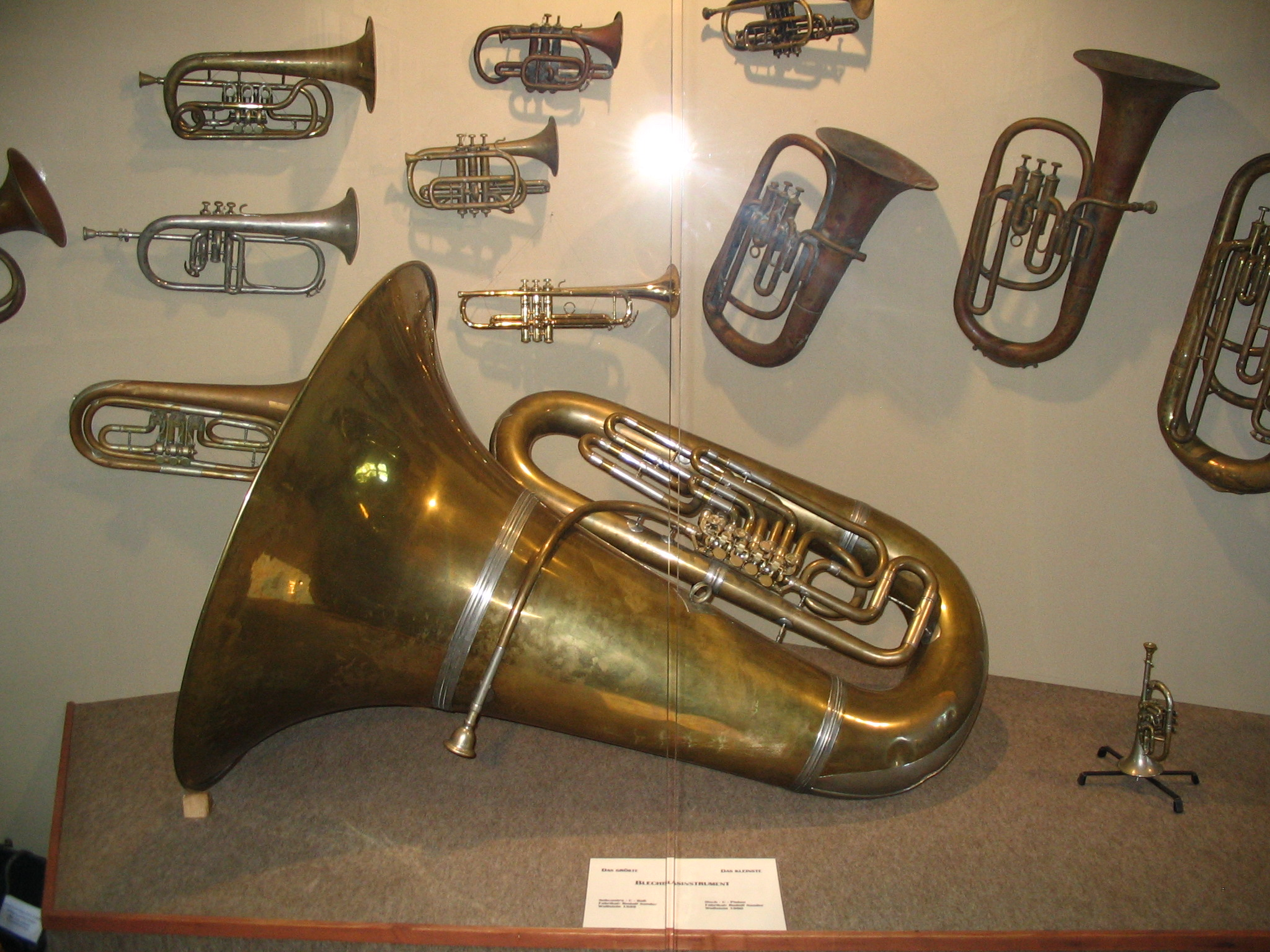
Das größte und das kleinste Blechblasinstrument, gebaut von Rudolf Sander

Zur sozialen Absicherung betrieben die Musikanten oft Bauernhöfe oder auch Gasthäuser; sie kauften Wiesen, Äcker und landwirtschaftliche Geräte. Davon profitierte dann das traditionelle Handwerk der Region.

### Instrumentenbauer
Überall im Musikantenland entstanden bald Betriebe, die sich um den Bau und die Reparatur der Musikinstrumente kümmerten. In Oberweiler im Tal und Hinzweiler war der Klavierbauer Friedrich Eichler (1854–1934) ansässig. Er baute vorgefertigte, bei Fremdfirmen bestellte Teile in selbstgefertigte Gehäuse ein. Diese Vorgehensweise nach dem Baukastenprinzip findet sich oft auch beim Geigenbau.
Ein weiterer bekannter Name ist Fritz Mallach, der 1895 das Geschäft von Franz Pfaff in Kaiserslautern übernahm und sich auf Streichinstrumente spezialisierte. Seine Geigen wurden im Dictionnaire Universel des Luthiers, herausgegeben von René Vannes 1951 in Brüssel, als beispielhafte Produkte des Instrumentenbaus erwähnt.
Die bekanntesten Instrumentenbauer der Region sind jedoch die Familien Pfaff in Kaiserslautern (Georg Michael Pfaff, der Gründer des Nähmaschinenherstellers Pfaff, begann als Instrumentenbauer) und Sander, die in Kaiserslautern, Wolfstein und Lauterecken Werkstätten eröffneten. Diese Instrumentenbauer aus dem Musikantenland hatten einen hervorragenden Ruf. Zu ihrem Kundenkreis gehörten Orchester in der ganzen Welt, vor allem in den USA. Rudolf Sander (* 1866 in Kaiserslautern, † 1942 in Wolfstein) baute 1899 die größte Tuba der Welt, ein Subcontra-C-Baß. Sie ist heute im Musikantenland-Museum auf Burg Lichtenberg zu sehen.

### Musikantenhäuser

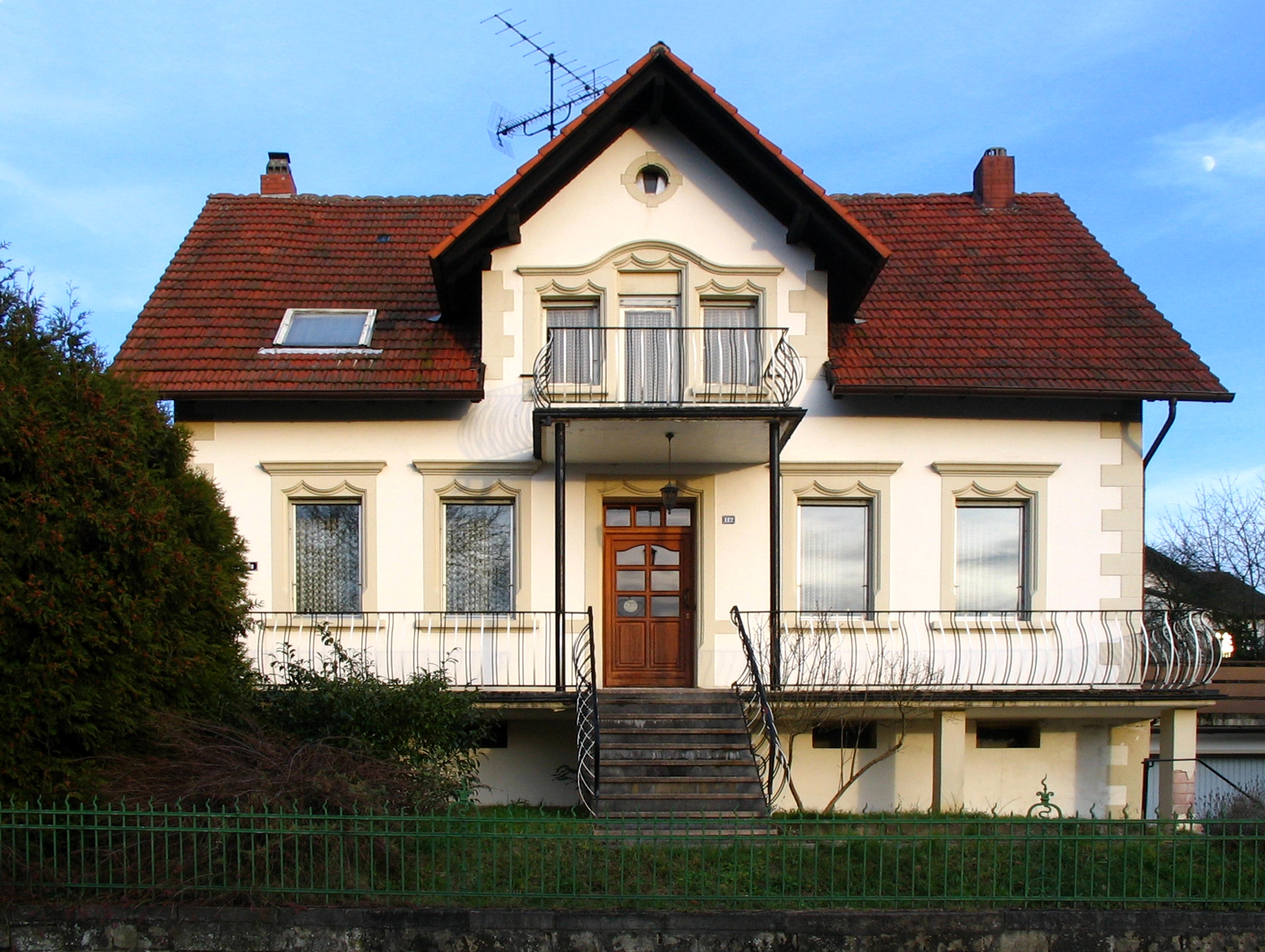
Typisches Musikantenhaus (mit dem Musikantengiebel) in Eßweiler

Mit den Einnahmen aus den Reisen wurden in den Heimatdörfern die alten Bauernhäuser um- und ausgebaut, zum Teil wurden ganze Straßenzüge neu errichtet. Die ehemals armen Dörfer spiegelten mit der Zeit den Wohlstand der Musikanten wider. Manche Musikantenhäuser erhielten einen sogenannten Musikantengiebel, der oft mit der Lyra als Zeichen des Musikantenstandes versehen wurde. Auch sind Baustile der bereisten Länder in die Architektur eingeflossen, zum Beispiel beim ehemaligen Gasthaus „Storchennest“ in Jettenbach, wo australische Farmhäuser als Vorbilder dienten. Dies diente vor allem Repräsentationszwecken. Die Musikantenhäuser gelten heute als typisch für das Musikantenland, wenngleich viele Details den Renovierungen nach dem Zweiten Weltkrieg zum Opfer fielen.

## Negative Auswirkungen
Der relative Wohlstand der Wandermusikanten führte aber auch zu Konflikten. Zum einen war dem Rest der Dorfbevölkerung, der mühselig seine Äcker bewirtschaften musste und kaum genug zum Überleben erarbeiten konnte, die Lebensweise der Musiker in den Dörfern nach der Rückkehr nicht ganz geheuer, da diese von der Landwirtschaft wenig verstanden und scheinbar auch ohne harte Arbeit zu Wohlstand kommen konnten. Zum anderen sollen die Wandermusikanten, die zur sozialen Absicherung Äcker und Wiesen aufkauften, dadurch die Preise nach oben getrieben haben. Auch von Seiten der Kirche wurde der Lebenswandel der Musikanten angeprangert. Der Weilerbacher Pfarrer Wilhelm Stepp beklagte sich 1841 über die Musikanten, dass sie „roh, unwissend und jedem sinnlichen Eindruck offen, sich die Hälfte des Jahres in verdächtigen Häusern der größeren Städte Frankreichs mit ihrer Kunst herumtreiben würden“ und aus diesem „frivolen, an Irreligiosität reichen Land nicht die besten Grundsätze mitbringen würden“. Auch der Bosenbacher Pfarrer Christian Böhmer, zuständig für die Gemeinde Eßweiler, klagte über die „sich herumtreibenden“ Musikanten.
Zum negativen Image, das den Musikanten dadurch teilweise anhaftete, trugen auch gewissenlose Kapellmeister bei, die die ihnen anvertrauten „Osterbuben“ ausnutzten. Manchmal wurden gezielt Kinder aus armen Verhältnissen für die Reisen angeworben, damit sie bei den Zuschauern Mitleid auslösten und dadurch höhere Einnahmen erzielt wurden. Man zahlte ihnen nur einen geringen Lohn. Als der 12-jährige Peter Bartholomae aus Eßweiler 1863 in England erkrankte, wurde er von seinen Kameraden ohne Geld zurückgelassen. Da auch seine Mutter nicht für die Kosten der Behandlung und der Rückreise aufkommen konnte, musste die bayerische Botschaft das Geld auslegen. Ähnlich erging es Johann Schenkel aus Hinzweiler.

## Namen

Georg Drumm aus Erdesbach, Komponist und Kapellmeister am Broadway

### Bekannte Musikanten
- Ludwig Christmann (1857–1937) aus Kaulbach, Lehrmeister und Komponist der „Kaulbacher Balltänze“, einer Sammlung von 35 Gebrauchstänzen, die im Druck erschienen sind.
- Georg Drumm (1874–1959) aus Erdesbach, bekannter Komponist und Kapellmeister am Broadway.
- Hubertus Kilian (1827–1899) aus Eßweiler, einer der Pioniere des Wandermusikantentums, der schon früh fremde Kontinente bereiste.
- Daniel Kuntz (1860–1959) aus Oberstaufenbach, spielte im Bostoner Symphonieorchester
- Rudolf Mersy (1867–1949) aus Aschbach, der „Aschbacher Mozart“
- Rudolf (Rudi) Rosenthal (1913–?) aus Kaiserslautern-Hohenecken, Kapellmeister, Klarinettist und Saxophonist beim Circus Busch[5]
- Rudolph Schmitt (1900–1993) aus Eßweiler, Soloklarinettist an der Chicago Civic Opera und beim San Francisco Symphony Orchestra

### Instrumentenbauer
- Friedrich Eichler (1854–1934), Oberweiler im Tal und Hinzweiler
- Fritz Mallach, Kaiserslautern
- Georg Michael Pfaff (1823–1893), Kaiserslautern aus der Instrumentenbauerfamilie Pfaff, Gründer des Nähmaschinenherstellers Pfaff
- Rudolf Sander (1866–1942), Wolfstein, aus der Instrumentenbauerfamilie Sander
- Horst Molter, Mackenbach[6]